# 20360 Holsapple
20360 Holsapple este un asteroid din centura principală de asteroizi.

## Descriere
20360 Holsapple este un asteroid din centura principală de asteroizi. A fost descoperit pe 1 mai 1998 la Stația Anderson Mesa în cadrul programului LONEOS. Asteroidul prezintă o orbită caracterizată de o semiaxă mare de 2,29 ua, o excentricitate de 0,06 și o înclinație de 9,6° în raport cu ecliptica.